# Jean Gaberel
Jean Gaberel (* 28. März 1810 in Jussy; † 5. Februar 1889 in Genf) war ein Schweizer evangelischer Geistlicher und Hochschullehrer.

## Leben

### Familie
Jean Gaberel war der Sohn von Jean-Louis-Gédéon Gaberel und dessen Ehefrau Catherine Marguerite (geb. Moser).
Er heiratete 1846 in erster Ehe Sara, Tochter von Abel Janin und in zweiter Ehe 1862 Sophie, Tochter des Barons de Rossillon aus Reval.

### Werdegang
Jean Gaberel immatrikulierte sich an der Académie de Genève zu einem Theologiestudium. 
Nach dem Studium war er als Pfarrer in der schweizerischen evangelischen Gemeinde in Genua, in Champel bei Genf und in Poliez-le-Grand tätig, war anschliessend Kaplan des Genfer Gefängnisses, wurde darauf Pastor in Hyères im Département Var und Vikar in Montreux, Perroy sowie in Nyon.
Jean Gaberel hielt zahlreiche historische Vorträge, war Lehrbeauftragter an der Genfer Akademie und einer der Förderer der Veröffentlichungsreihe Etrennes religieuses.

### Geistliches und berufliches Wirken
Jean Gaberel schrieb mehrere Arbeiten zur Genfer Kirchengeschichte, unter anderem eine auf Archivstudien beruhende dreibändige Histoire de l’Église de Genève depuis le commencement de la Réformation jusqu’à nos jours.

## Mitgliedschaften
- Jean Gaberel war Mitglied der Société d’histoire et d’archéologie de Genève.[1]

## Schriften (Auswahl)
- Calvin et Genève, ou appréciation de la influence de ce réformateur sur cette ville. Genève 1836.
- Essai sur les peintres génois. Genève 1844.
- L’Escalade, son origine et ses conséquences. Genève 1852.
- L’Escalade et François de Sales. Genève 1853.
- Histoire de l’Église de Genève depuis le commencement de la Réformation jusqu’à nos jours.  
  - Band 1. Genève: Cherbuliez, 1853.
  - Band 2. Genève: Cherbuliez, 1855.
  - Band 3. Genève: Cherbuliez, 1862.
- L’Église et l’État: lettre aux Genevois amis de la liberté de conscience. Genève, 1855.
- Voltaire et les Genevois. Paris: Cherbuliez, 1857.
- Histoire de la Réformation de Genève de 1532 à 1536. Genève 1858.
- Martyre et Refuge. Genève 1859.
- Les Suisses Romands et les réfugiés de l’édit de Nantes. Paris 1860.
- Jaques Saurin: sa vie et sa correspondance. Genève: Cherbuliez, 1864.
- Au nord et au midi: Études littéraires, hist. et religieuses. Lausanne: Bridel, 1865.
- Souvenirs religieux. Toulouse 1865.
- Deux récits officiels de l’escalade. Genève 1868.
- Calvin & Rousseau: étude littéraire, sociale et religieuse. Genève: Ramboz et Schuchardt, 1878.